# Amblyodipsas teitana
Amblyodipsas teitana (таїтанська пурпурово-блискуча змія) — вид отруйних змій родини земляних гадюк (Atractaspididae). Ендемік Кенії.

## Поширення і екологія
Amblyodipsas teitana відомі за типовим зразком, зібраним в горах Таїта на південному сході Кенії, на висоті 1150 м над рівнем моря. Вони живуть в середньогірських тропічних лісах. ведуть нічний спосіб життя. Відкладають яйця.